# 奥田佳道
奥田 佳道（おくだ よしみち、1962年 - ）は、日本の音楽評論家。くらしき作陽大学元講師。エリザベト音楽大学パフォーマンス・フォーラム元講師。父は指揮者の奥田道昭。

## 経歴
1962年東京生まれ。ヴァイオリンを学ぶ。立教大学に進みドイツ文学と西洋音楽史を専攻した。西洋音楽史を皆川達夫に師事。立教大学文学部ドイツ文学科卒業。ウィーン大学に留学。
アサヒグループ芸術文化財団音楽部門選考委員、フッペル鳥栖ピアノコンクール審査員、公益財団法人パシフィック・ミュージック・フェスティバル芸術企画アドバイザー会議委員、NPO法人東京ジュニアオーケストラソサエティ理事、2004年から2013年まで北九州国際音楽祭ミュージック・アドバイザーを務めた。
1997年から2018年までの長きに亘り、NHK-BS、NHK教育テレビジョン、NHK-FMの何れかで毎年元日に放送される『ウィーンフィル・ニューイヤーコンサート』の生中継で解説を行なった。
2005年より九州交響楽団定期演奏会の解説や、クラシック音楽の情報誌「ぶらあぼ」で曲目解説の執筆を行う。2010年には日本テレビ「深夜の音楽会」に解説者として出演する。
朝日カルチャーセンター新宿、北九州各講師や、中日文化センター、森鴎外記念館、東京文化会館などで開催されるセミナーの講師として招かれるなど、各種イベントでも活躍しており、教育プログラムや子供のためのコンサート等の司会も務めている。また、2008年から2010年までNHK音楽祭のプレコンサートでトークを担当、日本フィルハーモニー交響楽団、読売日本交響楽団等でも同様にトークを行なっている。

## 近年の活動
NHKラジオ第1・ラジオ深夜便のコーナー「奥田佳道のクラシックの遺伝子」「特集・ロマンチックコンサート」「オトナのリクエストアワー」「あれもこれもクラシック音楽だった！」などにレギュラーゲストとして出演。NHKラジオ第1及びNHKワールド・ラジオ日本で毎週日曜午前8時5分から放送されているクラシックの音楽番組「音楽の泉」4代目となる解説者に抜擢され、2020年4月5日より担当する。2022年8月より、朝日新聞デジタルで日本フィルハーモニー交響楽団・東京定期演奏会プログラムの解説を担当している。

## 出演

### ラジオ・テレビ
- 日本テレビ「深夜の音楽会」解説（2010年6月9日、2010年7月14日）[6]
- NHKラジオ第1 ラジオ深夜便内「オトナのリクエストアワー」解説（日曜深夜）[11]
- NHKラジオ第1 ラジオ深夜便内「奥田佳道クラシックの遺伝子」解説（2015年6月 - 日曜深夜）
- NHK-FM「オペラ・ファンタスティカ」解説（毎週金曜14:00 - 18:00・有田栄、室田尚子との三人で交代）[12]
- NHKラジオ第1「音楽の泉」解説（2020年4月5日 - ）
- NHKラジオ第1 ラジオ深夜便内 季刊深夜便「あれもこれもクラシック音楽だった！」解説（2020年10月31日[13] - ）
- NHKラジオ第1「高橋源一郎の飛ぶ教室」 解説（2022年5月20日）[14]
- テレビ東京「エンター・ザ・ミュージック」解説（2023年1月14日）[15]

### YouTube
- 「5分でわかる！大人のためのオーケストラ入門」[16]全6回・映画プロデューサー村上典吏子[17]との共演（2022年7月6日 - ）

## 著書
- 『これがヴァイオリンの銘器だ！』音楽之友社（佐藤輝彦との共著）[18]
- 『バイオリン おもしろ雑学事典』ヤマハ・ミュージックメディア（山田治生との共著）[19]
- 『おもしろ バイオリン事典』ヤマハ・ミュージックメディア（山田治生との共著）[20]